# トレンドン・ワトフォード
トレンドン・ネルソン・ワトフォード (Trendon Nelson Watford, 2000年11月9日 - )は、アメリカ合衆国・アラバマ州バーミングハム出身のプロバスケットボール選手。NBAのブルックリン・ネッツに所属している。ポジションはパワーフォワードまたはスモールフォワード。兄のクリスチャン・ワトフォードもプロバスケットボール選手である。

## 経歴

### カレッジ
LSU1年時に13.6得点7.2リバウンドをマーク。SECオールフレッシュマンチームに選ばれるなど活躍し、2020年のNBAドラフトへのエントリーを表明するも後に撤退することを発表した。2年時には16.3得点7.3リバウンドを挙げ2021年のNBAドラフトに再びエントリーするも指名されず2021年8月3日にポートランド・トレイルブレイザーズとツーウェイ契約に合意した。

### ポートランド・トレイルブレイザーズ
故障者の多発とチームの成績不振により2022年1月以降出場機会が増加し、Gリーグを経験することなく2月21日にツーウェイ契約から本契約へ移行した。3月12日のワシントン・ウィザーズ戦でキャリアハイとなる27得点を含む6リバウンド、3アシスト、2スティールを記録し、チームは127-118で勝利した。
2023年6月30日にブレイザーズから解雇された。

### ブルックリン・ネッツ
2023年8月3日にブルックリン・ネッツとの契約に合意した。
2024年7月9日にネッツとの再契約に合意した。

## 個人成績

### NBA

#### レギュラーシーズン
| シーズン | チーム | GP  | GS | MPG  | FG%  | 3P%  | FT%  | RPG | APG | SPG | BPG | PPG |
| -------- | ------ | --- | -- | ---- | ---- | ---- | ---- | --- | --- | --- | --- | --- |
| 2021–22  | POR    | 48  | 10 | 18.1 | .532 | .237 | .755 | 4.1 | 1.7 | .5  | .6  | 7.6 |
| 2022–23  | POR    | 62  | 12 | 19.1 | .560 | .391 | .720 | 3.8 | 2.1 | .5  | .2  | 7.4 |
| 2023–24  | BKN    | 63  | 2  | 13.6 | .527 | .397 | .794 | 3.1 | 1.3 | .4  | .3  | 6.9 |
| 通算     | 通算   | 173 | 24 | 16.8 | .541 | .359 | .756 | 3.6 | 1.7 | .5  | .3  | 7.3 |

### カレッジ
| シーズン | チーム | GP | GS | MPG  | FG%  | 3P%  | FT%  | RPG | APG | SPG | BPG | PPG  |
| -------- | ------ | -- | -- | ---- | ---- | ---- | ---- | --- | --- | --- | --- | ---- |
| 2019–20  | LSU    | 31 | 30 | 31.6 | .489 | .269 | .674 | 7.2 | 1.7 | .9  | .7  | 13.6 |
| 2020–21  | LSU    | 28 | 28 | 34.6 | .480 | .316 | .651 | 7.4 | 2.9 | 1.1 | .6  | 16.3 |
| 通算     | 通算   | 59 | 58 | 33.0 | .484 | .290 | .662 | 7.3 | 2.3 | 1.0 | .7  | 14.9 |